# Pristimantis bacchus
Pristimantis bacchus är en groddjursart som först beskrevs av Lynch 1984.  Pristimantis bacchus ingår i släktet Pristimantis och familjen Strabomantidae. IUCN kategoriserar arten globalt som starkt hotad. Inga underarter finns listade i Catalogue of Life.